# Чувилевский
Чувилевский (Чувилёвский) — хутор в Суровикинском районе Волгоградской области России. 
Входит в состав Нижнеосиновского сельского поселения.

## География
Хутор находится в речной долине р.Чир, огибающей селение с севера и запада.

## Население
| 2010 |
| ---- |
| 227  |

Население хутора в 2002 году составляло 250 человек.

## Инфраструктура
На хуторе имеется Чувилёвский сельский клуб.